# Саламаха, Антон Михайлович
Саламаха Антон Михайлович (1925—1998) — Герой Советского Союза, командир отделения 550-го стрелкового полка 126-я стрелковая дивизия, 54-й стрелковый корпус, 43-я армия, 3-й Белорусский фронт, младший сержант. Отличился при взятии форта № 5 города Кёнигсберга.

## Биография
Родился 30 ноября 1925 года в селе Кардашинка, в семье крестьянина. Украинец. Член КПСС с 1965 года. Образование неполное среднее. Работал в колхозе. С сентября 1941 года по ноябрь 1943 года находился на оккупированной территории.
В Красной Армии с декабря 1943 года. В действующей армии с июня 1944 года. В составе 2-й гвардейской армии 1-го Прибалтийского фронта участвовал в Шяуляйской и Мемельской наступательных операциях. С декабря 1944 года в составе 43-й армии 3-го Белорусского и 1-го Прибалтийского фронтов участвовал в Инстербургско-Кёнигсбергской, Кёнигсбергской и Земландской наступательных операциях. Был ранен. Особо отличился при штурме Кёнигсберга.

Мемориальная доска у форта № 5 с именем А. М. Саламахи

Командир отделения 550-го стрелкового полка 126-й стрелковой дивизии 43-й армии 3-го Белорусского фронта младший сержант Саламаха вместе с бойцами 7 апреля 1945 года проник в расположение форта № 5 «Король Фридрих Вильгельм III» и пулемётным огнём уничтожил несколько огневых точек врага, в рукопашной схватке огнём и штыком уничтожил 12 немецких солдат, а 15 сдались в плен.
8 апреля в ходе уличных боёв в городе незаметно подкрался к одному из зданий, превращённому противником в мощный опорный пункт, и забросал его гранатами. Воспользовавшись замешательством в стане врага, ворвался в дом и уничтожил ещё несколько гитлеровцев, 12 фашистов захватил в плен. Благодаря смелым действиям младшего сержанта Саламахи, батальон в кратчайшие сроки очистил от врага весь квартал.
Указом Президиума Верховного Совета СССР от 19 апреля 1945 года за мужество, отвагу и героизм, проявленные в борьбе с немецко-фашистскими захватчиками, младшему сержанту Саламахе Антону Михайловичу присвоено звание Героя Советского Союза с вручением ордена Ленина и медали «Золотая Звезда» (№ 6270).
После войны демобилизован. В 1971 году окончил Бехтерский сельскохозяйственный техникум. Работал бригадиром полеводческой бригады, заместителем председателя колхоза, директором комбикормового завода колхоза «Россия» Голопристанского района Херсонской области. Жил в городе Голая Пристань. Умер 12 апреля 1998 года. Похоронен в селе Бехтеры.

## Награды
Награждён орденами Ленина (19.04.1945), Отечественной войны 1-й степени (11.03.1985), Славы 3-й степени, медалями.